# Ceramonema altogolfi
Ceramonema altogolfi is een rondwormensoort uit de familie van de Ceramonematidae. De wetenschappelijke naam van de soort is voor het eerst geldig gepubliceerd in 2008 door Holovachov, Tandingan De Ley, Mundo-Ocampo, Baldwin, Rocha-Olivares & De Ley.